# Universidade de Georgetown
Universidade de Georgetown (em inglês:  Georgetown University) é uma universidade privada estadunidense, sediada no histórico bairro de Georgetown, no distrito de Columbia.

## História
Fundada pelo bispo John Carroll em 1789 como Georgetown College, a universidade cresceu para incluir onze escolas de graduação e pós-graduação, incluindo a Walsh School of Foreign Service, a McDonough School of Business, Faculdade de Medicina, Centro de Direito e um campus no Catar. O campus principal da escola, em uma colina acima do rio Potomac, é identificável por sua bandeira Healy Hall, um marco histórico nacional. A escola foi fundada e é afiliada à Companhia de Jesus, e é a mais antiga instituição católica de ensino superior nos Estados Unidos, embora a maioria dos alunos atualmente não seja católica.

A admissão em Georgetown é considerada altamente seletiva. A universidade oferece programas de graduação em quarenta e oito disciplinas, matriculando uma média de 7 500 alunos de graduação e 10 000 de pós-graduação de mais de 135 países. As equipes atléticas da escola são apelidadas de Hoyas e incluem um time de basquete masculino, que ganhou um recorde de oito campeonatos do Big East, apareceu em cinco Final Fours e ganhou um campeonato nacional em 1984. Os ex-alunos notáveis de Georgetown incluem 2 presidentes dos EUA e 2 juízes da Suprema Corte dos EUA, bem como realeza internacional e 14 chefes de estado estrangeiros. Entre as principais instituições do mundo em governo e relações internacionais, os ex-alunos da escola incluem mais diplomatas dos EUA do que qualquer outra universidade e muitos membros do Congresso dos Estados Unidos.